# اچ‌دی ۲۳۰۸۹
اچ‌دی ۲۳۰۸۹ یک ستاره است که در صورت فلکی زرافه قرار دارد.